# لستر شور
لستر شور (انگلیسی: Lester Shorr; ۱۱ آوریل ۱۹۰۷ – ۲۸ ژوئیهٔ ۱۹۹۲) فیلم‌بردار اهل ایالات متحده آمریکا بود. وی همچنین برندهٔ جوایزی همچون جوایز امی ساعات پربیننده شده‌است.